# Jutrosin
Jutrosin (niem. Gutterschin) – miasto w woj. wielkopolskim, w powiecie rawickim, siedziba gminy miejsko-wiejskiej Jutrosin. 
Jutrosin uzyskał lokację miejską przed 1472 rokiem. W latach 1975–1998 miasto administracyjnie należało do woj. leszczyńskiego.
Według danych z 30 czerwca 2014 miasto liczyło 1947 mieszkańców. Podobną liczbę mieszkańców miasto miało pod koniec XIX wieku.

## Położenie
Jutrosin leży na Wysoczyźnie Kaliskiej, nad rzeką Orlą (zob. Zbiornik Jutrosin). W okolicy znajdują się kompleksy leśne.

## Nazwa
Miejscowość ma średniowieczną metrykę. Nazwa notowana jest w różnych formach w historycznych dokumentach od XIII wieku. Po raz pierwszy jako Iutrossin (1281), do Utroszyna (1395), de Vtrossino (1402), Iutroszino (1413), de Jutrossin (1434), Jutroszino (1437), de Jutroszin (1454), Jvtrossyn (1535), Parochia Jutroszin oppidium, Jutroszyn (1578), Jutrosin (1618-20), Jutrosin (1789), Jutrosin, Jutroszyn niem. Jutroschin (1882). Nazwa miejscowości pochodzi od nazwy osobowej Jutrosza lub Jutrocha, który był prawdopodobnie zasadźcą lub pierwszym właścicielem osady, z dodaniem sufiksu -in.

## Historia

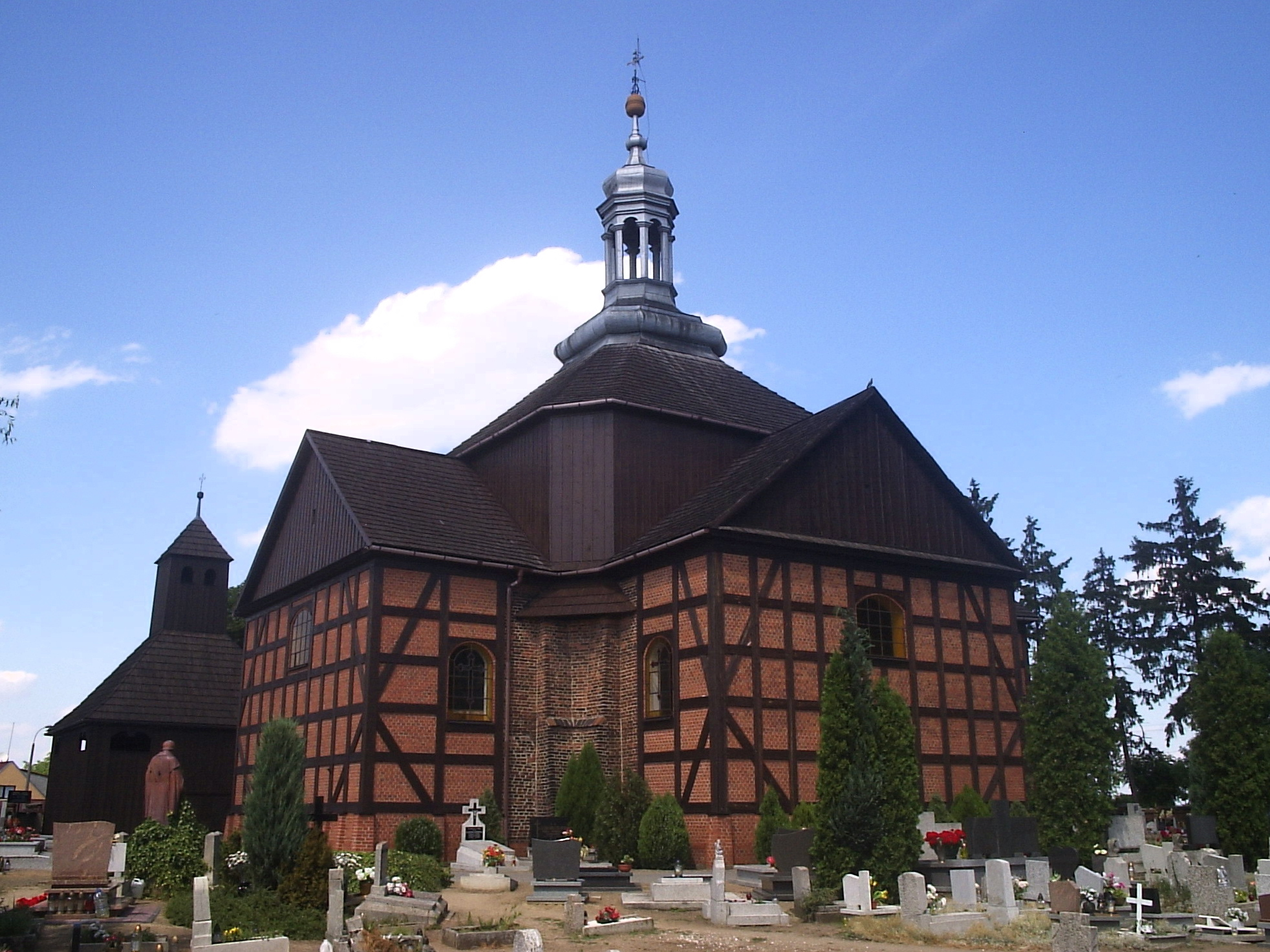
Szachulcowy kościół pw. św. Krzyża

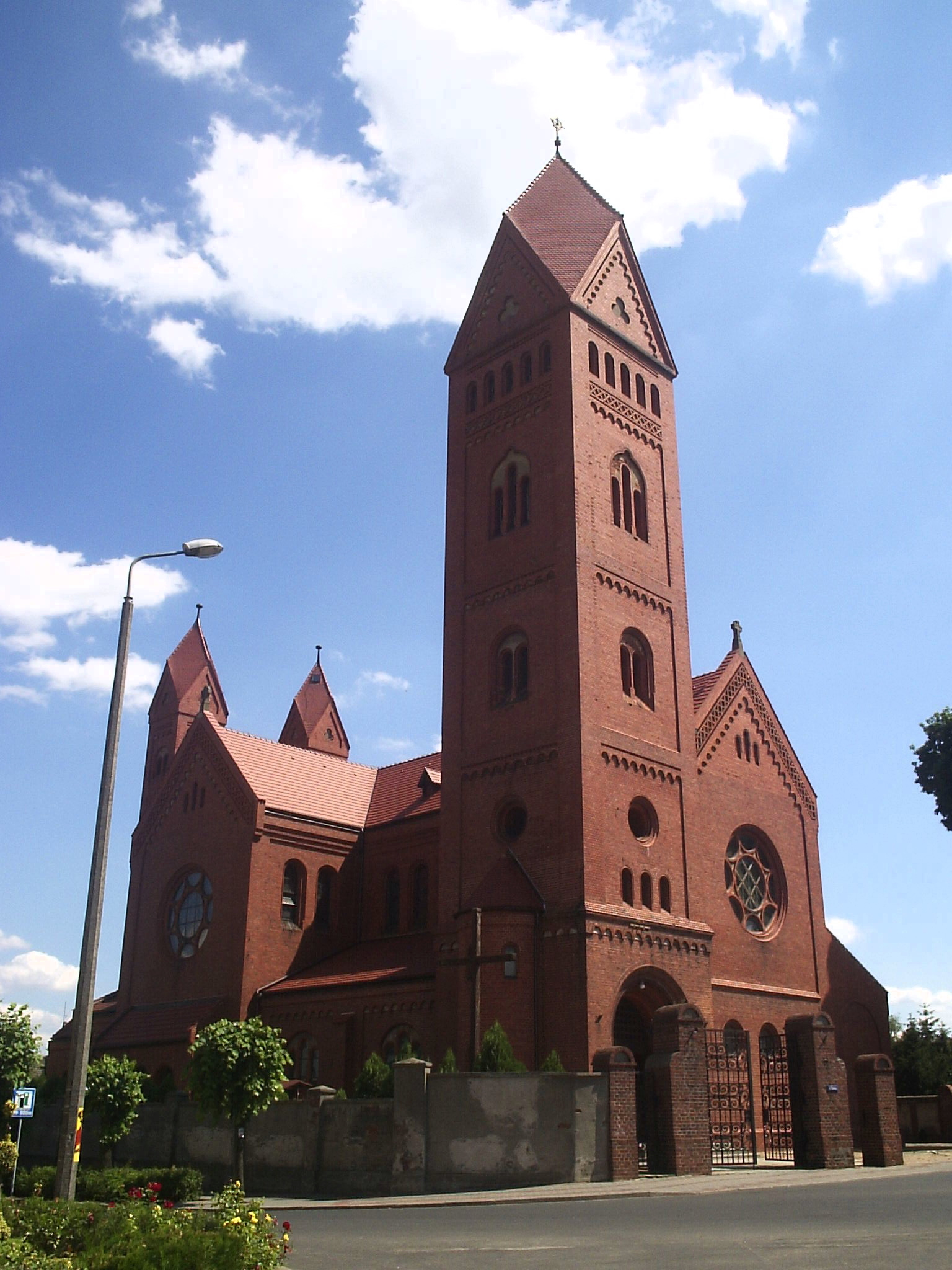
Neoromański kościół pw. św. Elżbiety

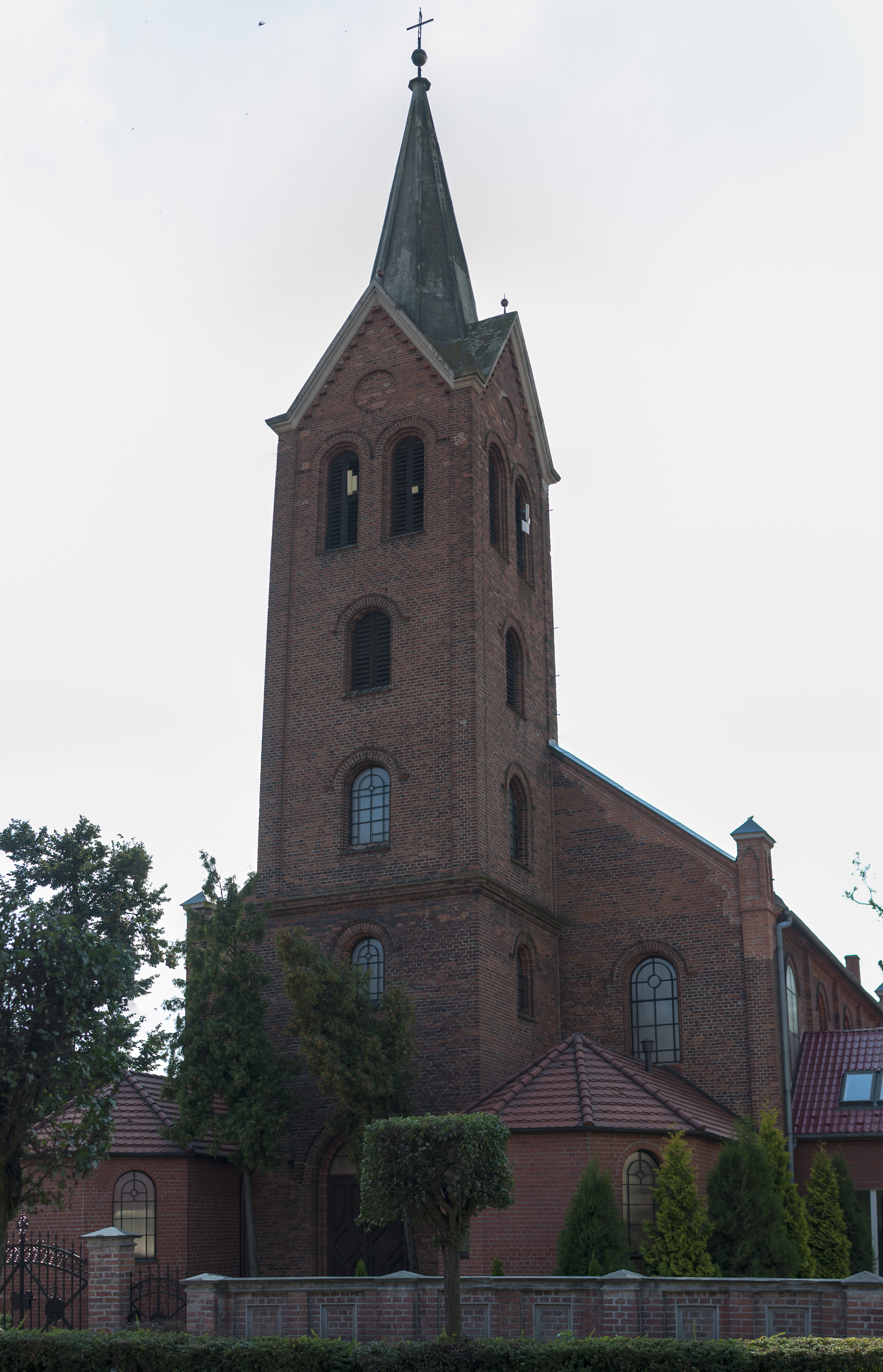
Kościół poewangelicki, obecnie hala widowiskowo-sportowa

Historia Jutrosina sięga połowy średniowiecza. Miejscowość została miastem w wyniku procesów urbanizacyjnych. Nie powstała ona na tzw. surowym korzeniu, lecz w wyniku rozwoju osady wiejskiej i jej przekształcenia w miasto.
Pierwsza wzmianka o miejscowym kościele katolickim pochodzi z 1444. Pierwotnie miasto było własnością Jutrosińskich. Na początku XVI wieku miasto było własnością Bnińskich, a następnie wróciło do Jutrosińskich by później przejść w ręce Kołaczkowskich. W połowie XVII wieku miasto w połowie należało do protestanckiej familii Sieniutów.
Prawa miejskie Jutrosin otrzymał być może przed 1472, lecz najprawdopodobniej w 1534 r.. Dokładna data jest trudna do określenia, bowiem miasto nawiedzały w przeszłości liczne pożary, w czasie których spłonęły dokumenty dotyczące dziejów. Jeden z pożarów miał miejsce w dniu 7 kwietnia 1522, w wyniku którego Jutrosin utracił przywilej na organizowanie jarmarków. Zachował się natomiast przywilej króla polskiego Zygmunta Augusta, wydany miastu na wniosek dziedzica Pakosława Kołaczkowskiego mówiący o tym, że król odnawia prawo organizowania jarmarków miejskich od roku 1566. W XIX wieku w archiwum miejskim znajdował się również przywilej nadany miastu przez króla polskiego Władysława IV, w którym król ten potwierdza miastu prawo magdeburskie nadane w 1534 przez Macieja Małachowskiego, Wisława Kołaczkowskiego i Jerzego Konarskiego, dziedziców Jutrosina.
W 1642 na potrzeby protestantów pochodzących ze Śląska założono tzw. nowe miasto, a imigracja ożywiła rozwój. Od 1642 do 1719 roku istniał tu zbór luterański. W XIX wieku ważną rolę odgrywał handel zbożem. Wielkich spustoszeń dokonał pożar w 1861 roku, kiedy to w ciągu 2 godzin miasto zmieniło się w pogorzelisko. Spłonęły wówczas 83 domy, kościół ewangelicki i 40 stodół.
Jutrosin w przeszłości należał do rodzin: Bnińskich, Jutrosińskich, Kołaczkowskich, Konarskich, Leszczyńskich, Ponińskich, Lanckorońskich i Czartoryskich.
W 1811 mieście znajdowało się 205 domów z 1239 mieszkańcami. W 1837 mieszkało w nim w sumie 1691 osób w tym 1521 chrześcijan oraz 170 wyznających judaizm. W XIX wieku miasto dwukrotnie nawiedził pożar. W latach 1859 oraz 1861 prawie w całości się spaliło. W latach 1875–77 miejscowość liczyła 213 domów zamieszkiwanych przez 1977 mieszkańców w tym 971 katolików, 813 ewangelików oraz 193 wyznawców judaizmu. W 1880 mieszkało w nim 1996 mieszkańców. W XIX wieku mieszkańcy trudnili się głównie rolnictwem. W mieście znajdowała się siedziba komisarza obwodowego, kościoły katolicki i protestancki, folwark, kilkuklasowa szkoła elementarna, miejska kasa oszczędności, towarzystwo pożyczkowe liczące ponad 200 członków, urząd pocztowy 3 klasy, poczta, stacja telegraficzna. W mieście znajdowała się fabryka cukru Weller i Rose, a głównym przemysłem było sukiennictwo oraz płóciennictwo.
Mieszkańcy miasta wykazali się przywiązaniem do Polski w czasach powstania wielkopolskiego. Jutrosińska kompania brała udział w walkach o inne miejscowości, m.in. Miejską Górkę i Rawicz. Blisko rok znajdowały się tu władze powiatu rawickiego. W 1927 r. Jutrosin odwiedził ówczesny prezydent Rzeczypospolitej – Ignacy Mościcki. Jutrosin jest miejscem urodzenia Krystyny Łybackiej.
W okresie międzywojennym stacjonował w miejscowości komisariat Straży Granicznej.

## Herb
Herbem miasta jest wizerunek muru fortecznego o sześciu oknach i trzech blankowanych wieżach, z których środkowa jest wyższa od pozostałych. Mur i wieże są w kolorze czerwonym, a umieszczono je na żółtym tle.

## Demografia

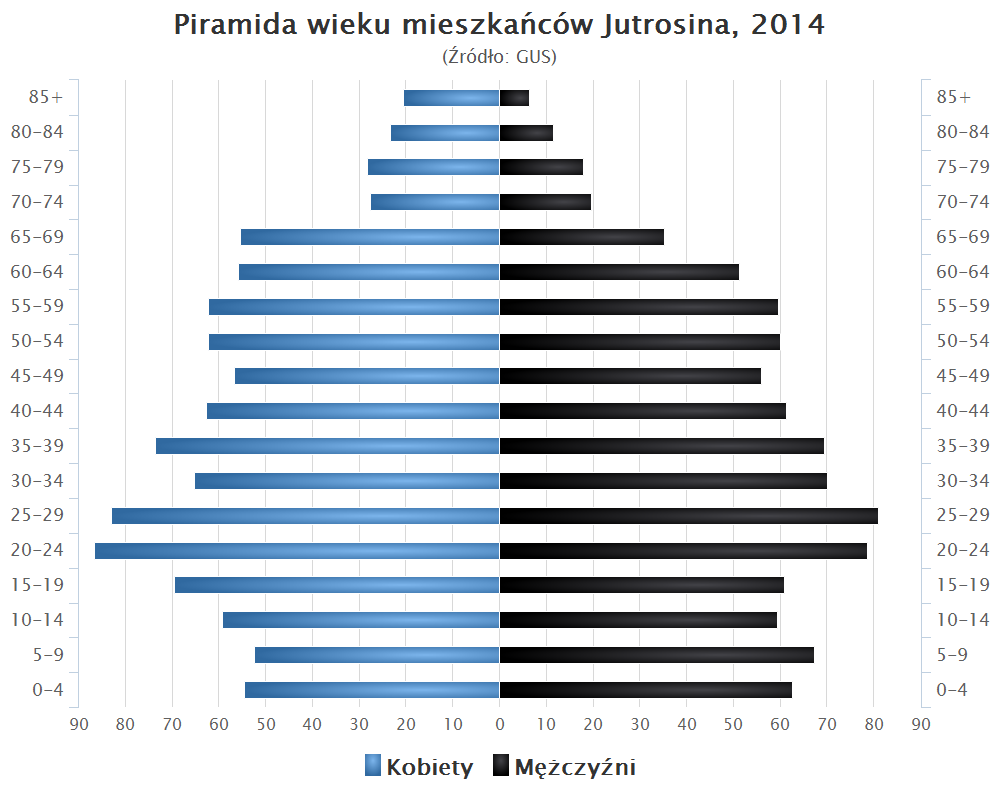
Piramida wieku mieszkańców Jutrosina w 2014 roku

## Zabytki
Założenie urbanistyczne Jutrosina zostało wpisane do rejestru zabytków.
Do zabytkowych budynków należą:
- neoromański kościół parafialny pw. św. Elżbiety z I dekady XX wieku, z witrażami projektu Józefa Mehoffera i wyposażeniem autorstwa m.in. Juliana Fałata i Zdzisława Pabisiaka[13][8][a]
- szachulcowy kościół cmentarny św. Krzyża z 1777, przebudowany w latach 1991–1992 z dzwonnicą[8][12]
- kościół poewangelicki przebudowany na halę widowiskowo-sportową[8][12]
- klasycystyczny ratusz[13][8]